# Thiago Martinelli
Thiago Martinelli (født 14. januar 1980) er en brasiliansk fodboldspiller.